# 若さで歌おう ヤアヤアヤング!
『若さで歌おう ヤアヤアヤング!』（わかさでうたおう ヤアヤアヤング）は、1967年4月5日から1968年9月25日までフジテレビ系列で放送されていたフジテレビ製作の音楽番組である。日本エクスラン工業の一社提供。放送時間は毎週水曜 19:30 - 20:00（日本標準時）。

## 概要
フジテレビのスタジオと東京・銀座のソニービルを結んでの2元生中継を行っていた若者向けの音楽番組。番組は4組のグループ・サウンズをレギュラーに擁し、その中から毎回2組とその他のゲスト歌手をスタジオに招いていた。そして彼らに、スタジオとソニービルの観客からのリクエストをもとにして選んだ歌を披露してもらっていた。

## 出演者

### 司会
- チャーリー石黒（1967年4月 - 1967年12月） - スタジオ担当。
- 鈴木やすし（1968年1月 - 1968年6月） - スタジオ担当。
- 小林大輔（1968年7月 - 1968年9月） - スタジオ担当。
- 須藤典子（1967年4月 - 1968年6月） - ソニービル担当。
- 須藤降板後の1968年7月からは、毎月1組のバンドをマンスリーホストに起用するワンマンショースタイルを採用していた。同年7月にはザ・タイガースが、8月にはヴィレッジ・シンガーズが、9月にはザ・スパイダースがマンスリーホストを務めていた。同時期に司会に起用されていた小林の役回りは、専ら進行の補佐役であった。

### レギュラー
以下の4組のうちの1 - 2組が週替わりで出演。
- ジャッキー吉川とブルー・コメッツ
- ザ・スパイダース
- シャープ・ファイブ
- ザ・タイガース

| フジテレビ系列 水曜 19:30 - 20:00 【本番組の放送期間中のみ日本エクスラン工業一社提供枠】 | フジテレビ系列 水曜 19:30 - 20:00 【本番組の放送期間中のみ日本エクスラン工業一社提供枠】 | フジテレビ系列 水曜 19:30 - 20:00 【本番組の放送期間中のみ日本エクスラン工業一社提供枠】 |
| 前番組                                                                                   | 番組名                                                                                   | 次番組                                                                                   |
| ---------------------------------------------------------------------------------------- | ---------------------------------------------------------------------------------------- | ---------------------------------------------------------------------------------------- |
| 100万円勝抜きのど自慢 （1966年12月7日 - 1967年3月29日）                                  | 若さで歌おう ヤアヤアヤング! （1967年4月5日 - 1968年9月25日）                            | レッツゴー!ヤングサウンズ （1968年10月2日 - 1969年3月26日）                              |